# Ара-Киреть
А́ра-Кире́ть (бур. Ара Хэрээтэ — Северная Киреть) — село в Бичурском районе Бурятии. Входит в сельское поселение «Дунда-Киретское».

## География
Село расположено на реке Ара-Киреть (левый приток Хилка) в 2 км северо-западнее центра сельского поселения — улуса Дунда-Киреть, по южной стороне региональной автодороги Р441 Мухоршибирь — Бичура — Кяхта (95-й км). Районный центр, село Бичура, находится в 13 км к востоку от Ара-Кирети. В 9 км к юго-западу от села находится село Елань. В Ара-Кирети две улицы — Назимова и Свердлова.

## История

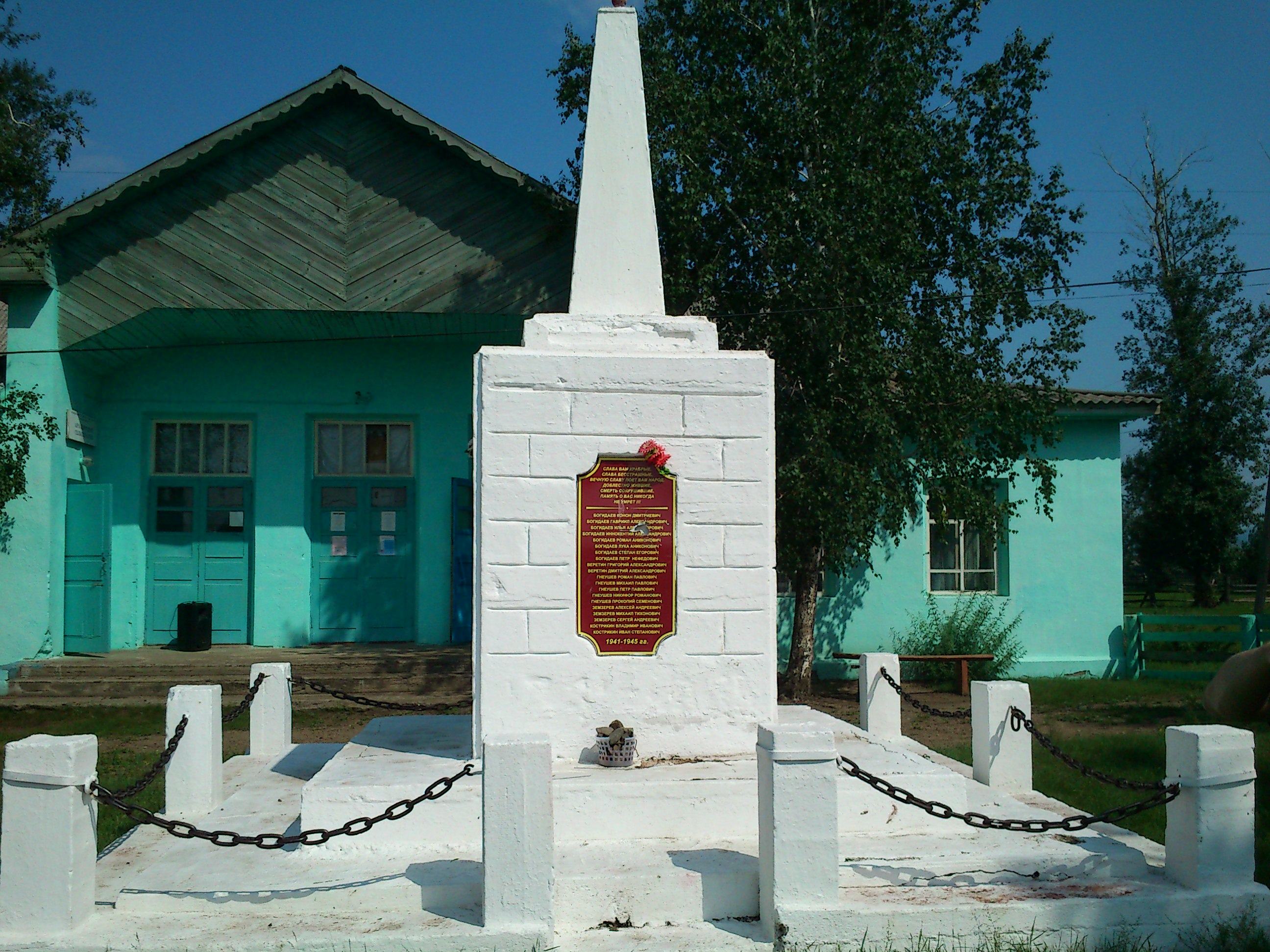
Памятник погибшим в годы Великой Отечественной войны

Станица Ара-Киретская была основана в XVII веке первыми русскими донскими казаками недалеко от места слияния реки Киреть с рекой Хилок. Станица названа по старинному казачьему обычаю, а именно по именованию местной реки Киреть. Казаки называли свои войска и новые поселения только по именам водных источников.
Аракиретская станица входила в состав 1-го Верхнеудинского военного отдела Забайкальского казачьего войска. До 1870-х годов в селе располагалось 4-е сотенное правление Забайкальского казачьего войска.
Приказом по Забайкальскому казачьему войску № 248 от 22 марта 1916 года станица Аракиретская была переименована в Агаповскую в честь Начальника Казачьего Отдела Главнаго Штаба, генерал-лейтенанта Агапова.
В 1920—1923 годах являлась центром Аракиретской волости Троицкосавского уезда Прибайкальской губернии.
В 1923—1935 годах являлась центром Ара-Киретского сомона.
Николаевская церковь
3 сентября 1879 года была заложена миссионерская церковь Святителя Николая. Строительные материалы поставляли новокрещённые буряты. Часть денег на строительство и обустройство церкви предоставили нерчинские казаки. Для строительства церкви в Ара-Киреть был послан иеромонах Иоанникий. Он открыл в селе церковно-приходскую школу, которую в первый год посещали 17 учеников. В годы гонений церковь закрыли и в бывшем здании открыли сельский клуб.
Дацан Галдан Даржалин
В 1763 году был построен дацан «Галдан Даржалин», который называли ашабагатским, по бурятскому роду ашабагат, или кумирня Ара-Киретская (так казаки называли дацан), в соответствии с названием Ара-Киретской станицы. В 1930-е годы дацан был закрыт и уничтожен. В 2007 году — началась подготовка к восстановлению дацана.
19 октября 2014 года, в 26-й день лунного календаря, с благоприятным знаком Дашинима, под руководством Главы Сангхи России, Пандито Хамбо ламы Дамбы Аюшеева был освящен и торжественно открыт Ара-Киретский дацан «Галдан-Даржалинг», которому в 2013 году исполнилось 250 лет.
Жители
В станице проживали и живут семьи казаков Богидаевых, Бутаковых, Дульских, Куклиных, Лизуновых, Ошурковых, Сафоновых, Сидинкиных, Сизых, Синицыных, Сметаниных. Фамилии станичных атаманов: Сметанин, Сизых и др.
В июне 2009 года было создано казачье общество «Станица Киретская».

## Население
| 2002 | 2010 |
| ---- | ---- |
| 340  | ↗363 |

## Известные люди
- Аюр Сакияев — полный Георгиевский кавалер, бомбардир 4-й Забайкальской казачьей батареи[7].
- Араптан Сакияев — кавалер трёх георгиевских наград, двоюродный брат Аюра Сакияева[8].

## Достопримечательности
- Пещера в 7 верстах от Кирети в горе Малханского хребта считается целебной.
- 15 июля 2018 года произошло открытие и освящение памятника казакам-первопроходцам. Окормяляющий казачество иерей Рустик Сидинкин совершил чин заупокойной литии по казакам-первопроходцам и чин освящения памятника[9].